# Avron (metropolitana di Parigi)
Avron è una stazione della metropolitana di Parigi situata sulla linea 2, al confine fra l'XI  e XX arrondissement.
La stazione prende il nome dalla rue d'Avron, che inizia nelle vicinanze e termina in prossimità della Porte de Montreuil e che storicamente portava al plateau d'Avron. Questo altopiano nella parte orientale di Parigi, che apparteneva all'ex comune di Rosny, fu di importanza strategica per la difesa di Parigi nel 1870—1871 durante l'assedio della città durante la guerra franco-prussiana.